# صلیب سنت پاتریک

پرچم سنت پاتریک: نماد قرمز در زمینه سفید

صلیب سنت پاتریک‌ (به انگلیسی: Saint Patrick's Saltire) یک صلیب قرمز (صلیب X شکل) در یک زمینه سفید است. در زبان نشان‌شناسی، ممکن است به آن نویسار "argent, a saltire gules" گفته شود. پرچم سنت پاتریک (Bratach Naomh Pádraig) پرچمی است که از صلیب سنت پاتریک تشکیل شده‌است. سرچشمه صلیب مورد بحث است. ارتباط آن با سنت پاتریک به دهه ۱۷۸۰ برمی‌گردد، زمانی که فرمان انگلیسی-ایرلندی نشان سنت پاتریک آن را به‌عنوان یک نشان برگزید. این یک نشان جوانمردانه بریتانیایی بود که در سال ۱۷۸۳ توسط جرج سوم تأسیس شد. گفته شده‌است که از نشان دودمان قدرتمند فیتزجرالد گرفته شده‌است. بیشتر ملی‌گرایان ایرلندی و دیگران استفاده از آن را برای نشان دادن ایرلند به عنوان یک «اختراع بریتانیایی» «برای مردمی که هرگز از آن استفاده نکرده‌اند» رد می‌کنند.
پس از پذیرش نشان سنت پاتریک، استفاده از آن توسط سایر موسسات آغاز شد. هنگامی که طبق مصوبه‌های اتحاد ۱۸۰۰ پادشاهی ایرلند به پادشاهی متحد بریتانیای کبیر پیوست، این نشان به پرچم بریتانیا اضافه شد تا پرچم اتحادیه را تشکیل دهد که هنوز توسط بریتانیا استفاده می‌شود. نشان گاه به‌طور غیررسمی به نمایندگی از ایرلند شمالی و همچنین در برخی از رویدادهای سلطنتی ظاهر می‌شود.